# Ponysona

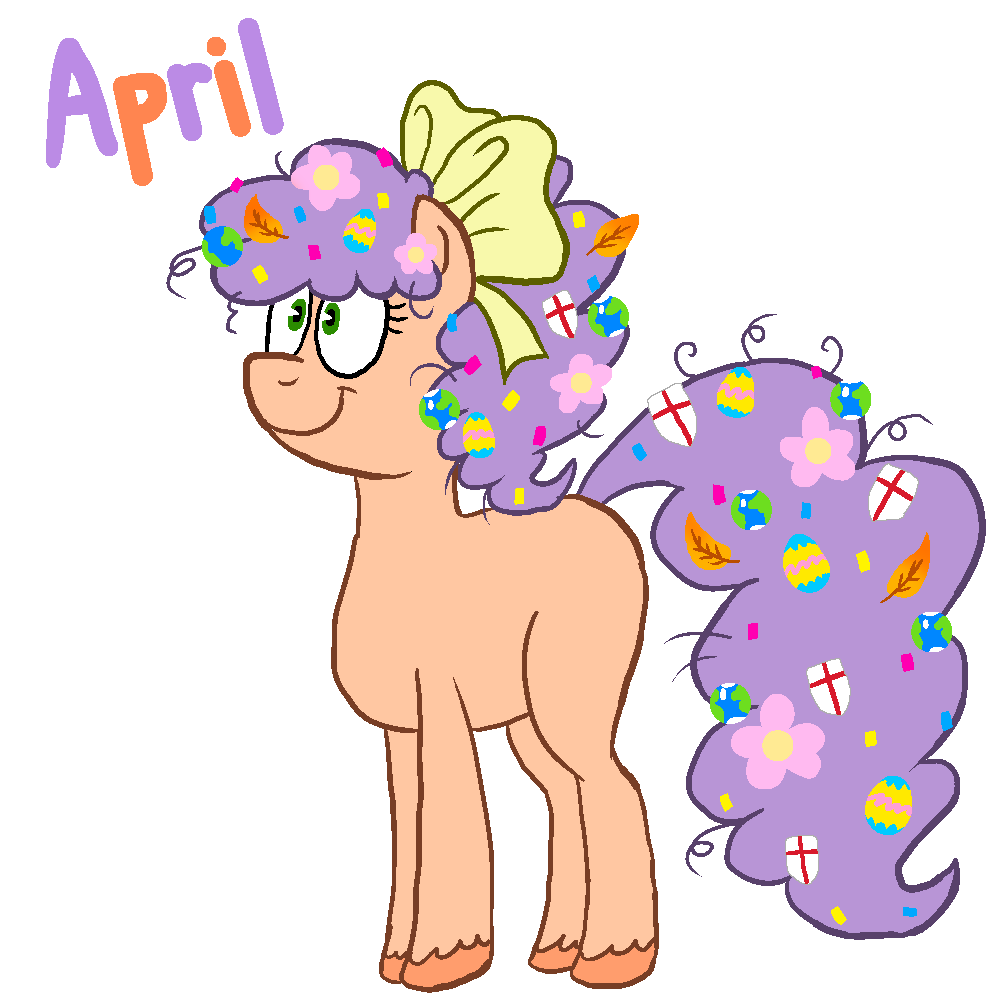
Un ejemplo de un diseño original de ponysona con flanco en blanco

Una ponysona (un acrónimo de pony y persona) es un personaje poni personalizado creado por fanáticos de la serie de televisión animada My Little Pony: La magia de la amistad como un alter ego de su creador. Al igual que las fursonas en el fandom furry, las ponysonas suelen incorporar elementos de la personalidad, características físicas o intereses del creador traducidos a forma de poni. La práctica se hizo popular luego del estreno del programa en 2010 y el posterior crecimiento del fandom brony. Las ponysonas se usan comúnmente como fotos de perfil, en fan art, fanfiction y comunidades de juegos de rol en varias plataformas de redes sociales y foros dedicados a la franquicia.

## Creación y características
Las ponysonas suelen diseñarse siguiendo el estilo visual del programa y a menudo incorporan colores de pelaje distintivos, estilos de melena, cutie marks y, ocasionalmente, alas o cuernos para representar tipos de unicornio o pegaso. Estos personajes de ponis personalizados con frecuencia reflejan aspectos de la personalidad, apariencia o intereses de su creador, con cutie marks diseñadas específicamente para simbolizar los talentos, pasiones o rasgos definitorios del creador.

## Análisis
Según los investigadores que estudian el fandom brony, el 39% de los bronies tienen una ponysona. El cuarenta y seis por ciento de los bronies informaron tener un personaje original, y su ponysona fue uno de los primeros personajes originales que crearon. Dentro de la comunidad, los diseños de personajes originales que simplemente recolorean personajes existentes del programa a menudo son criticados por falta de creatividad, a pesar de su prevalencia. A diferencia de las fursonas, que a menudo implican elaborados trajes de piel para la encarnación física en convenciones furry, las ponysonas tienden a expresarse principalmente a través del arte digital, los juegos de role y la interacción en línea, siendo el cosplay una forma de expresión menos común pero aún presente. Algunos bronies describen a sus ponysonas como versiones idealizadas de sí mismos, que sirven como avatares personales dentro de la comunidad que representan cómo desean ser percibidos.